# Shannon (singolo)
Shannon è il nono singolo della cover band statunitense Me First and the Gimme Gimmes, pubblicato per la BYO Records nel 2001.
Questo singolo è composto di cover di Del Shannon.

## Tracce
1. Shannon – 4:20
2. Runaway – 1:57
3. Hats Off to Larry – 2:23

## Formazione
- Spike Slawson - voce
- Joey Cape - chitarra
- Chris Shiflett - chitarra
- Fat Mike - basso, voce
- Dave Raun - batteria